# Rozlewisko Morąskie
Rozlewisko Morąskie (dawniej Jezioro Morąskie) – użytek ekologiczny położony na południowo-zachodnim krańcu Morąga, w gminie Morąg, powiat ostródzki, województwo warmińsko-mazurskie.

## Historia
Dawne Jezioro Morąskie zostało osuszone w 1867 r. przez prywatnego właściciela, za zezwoleniem władz miasta, obecnie na mapach zaznaczone jako Trzęsawisko lub Rozlewisko Morąskie. Prawdopodobnie dawniej Jezioro Morąskie nosiło pruską nazwę: Mawrin, Maurin lub Morin. W Średniowieczu, woda z Jeziora Morąskiego, drewnianymi kanałami doprowadzana była do studni w mieście. Możliwe, że powodem osuszenia jeziora (i zamienienia na łąki) była eutrofizacja i zanieczyszczenie wód jeziornych (najpewniej odbierało ścieki bytowe z miasta). Nie wiadomo kiedy i na skutek jakich procesów dawne jezioro ponownie napełniło się wodą.

## Przyroda
Rozlewisko Morąskie to ekosystem bagienny z licznymi gatunkami roślin wodno-błotnych oraz miejsce gniazdowania ponad 150 gatunków ptaków (aż 18 spośród gniazdujących tu gatunków znajduje się na liście „Polskiej Czerwonej Księgi Zwierząt”), a także przystankiem ptaków migrujących. Zlatują tu m.in. gęsi zbożowe, gęsi białoczelne i gęsi gęgawy. Rozlewisko obejmuje 128,7 ha.
W 1997 przeprowadzono badania fitosocjologiczno-kartograficzne oraz inwentaryzacyjne terenu. Wyróżniono wówczas dziewięć zespołów roślinnych należących do pięciu klas. Największą powierzchnię zajmowały fitocenozy Ceratophylletum demersi, które zajmowały prawie całe dno zbiornika. Roślinność szuwarową zdominowały Phragmitetum communis i Typhetum angustifoliae w rozległych płatach. Mniejszy udział miały Caricetum acutiformis oraz Glycerietum maximae. Na obszarze płytkich zatok i na plosach rosły zbiorowiska Lemno-Spirodeletum (z dominującą rzęsą drobną) i Hydrocharietum morsus-ranae.

## Turystyka i komunikacja
Wcześniej spływały do rozlewiska ścieki bytowe z miasta Morąga, zwiększając eutrofizację zbiornika. Obecnie teren jest rekultywowany, wybudowano nową groblę, przekształcając w trasę spacerową. Ustawiono dwie wieże widokowe, z których wygodnie można obserwować ptaki i panoramę rozlewiska. Ustawiono kilka tablic edukacyjnych, tworząc ścieżkę edukacyjną o długości ok. 3 km.
Obecnie trwają prace przygotowawcze do budowy obwodnicy Morąga, która ma przebiegać skrajem rozlewiska.

## Ryby występujące w rozlewisku
- Szczupak
- Lin
- Karaś
- Okoń
- Karp
- Krasnopiórka
- Płoć

## Galeria

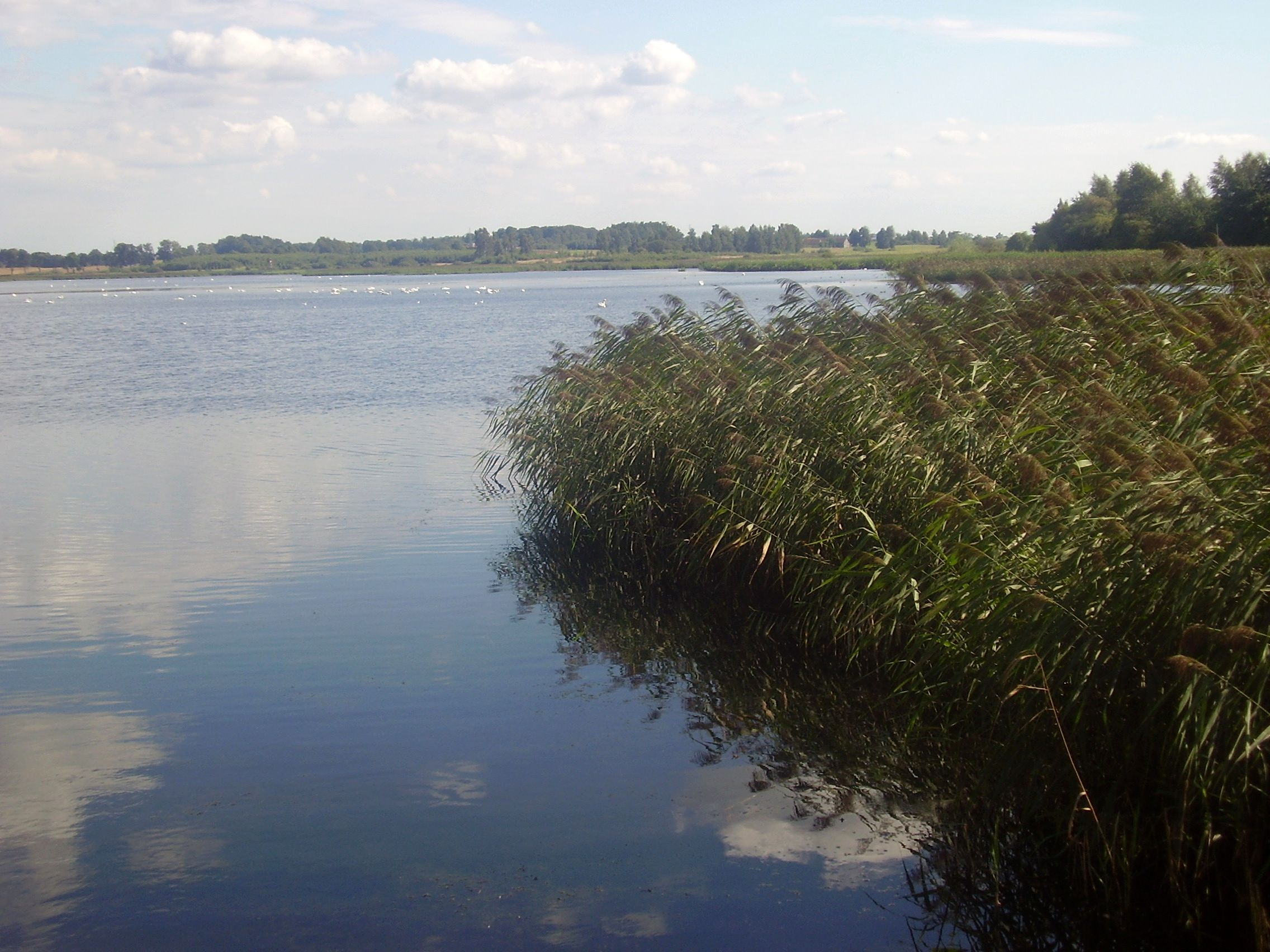
rozlewisko
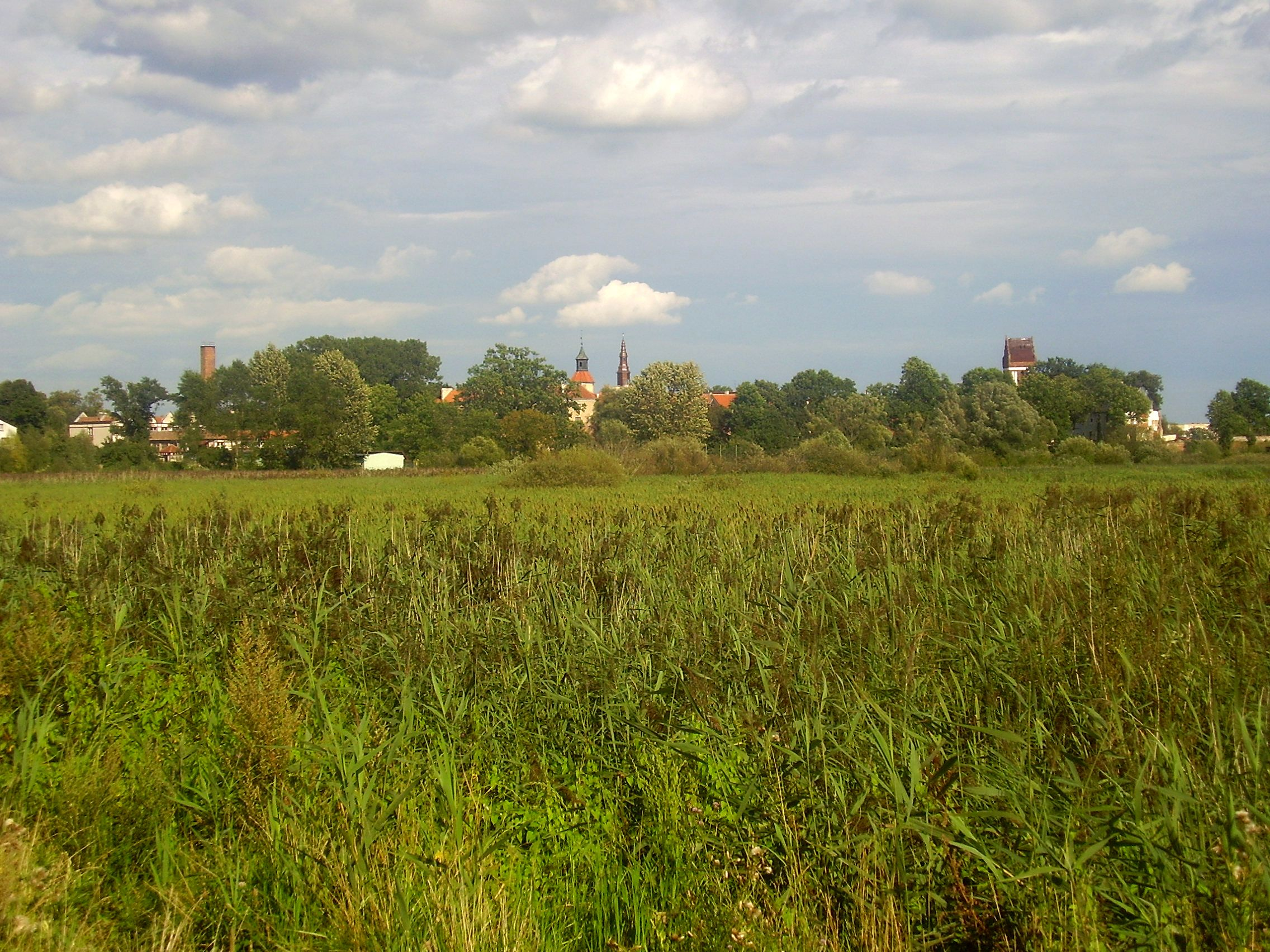
rozlewisko, w tle Morąg
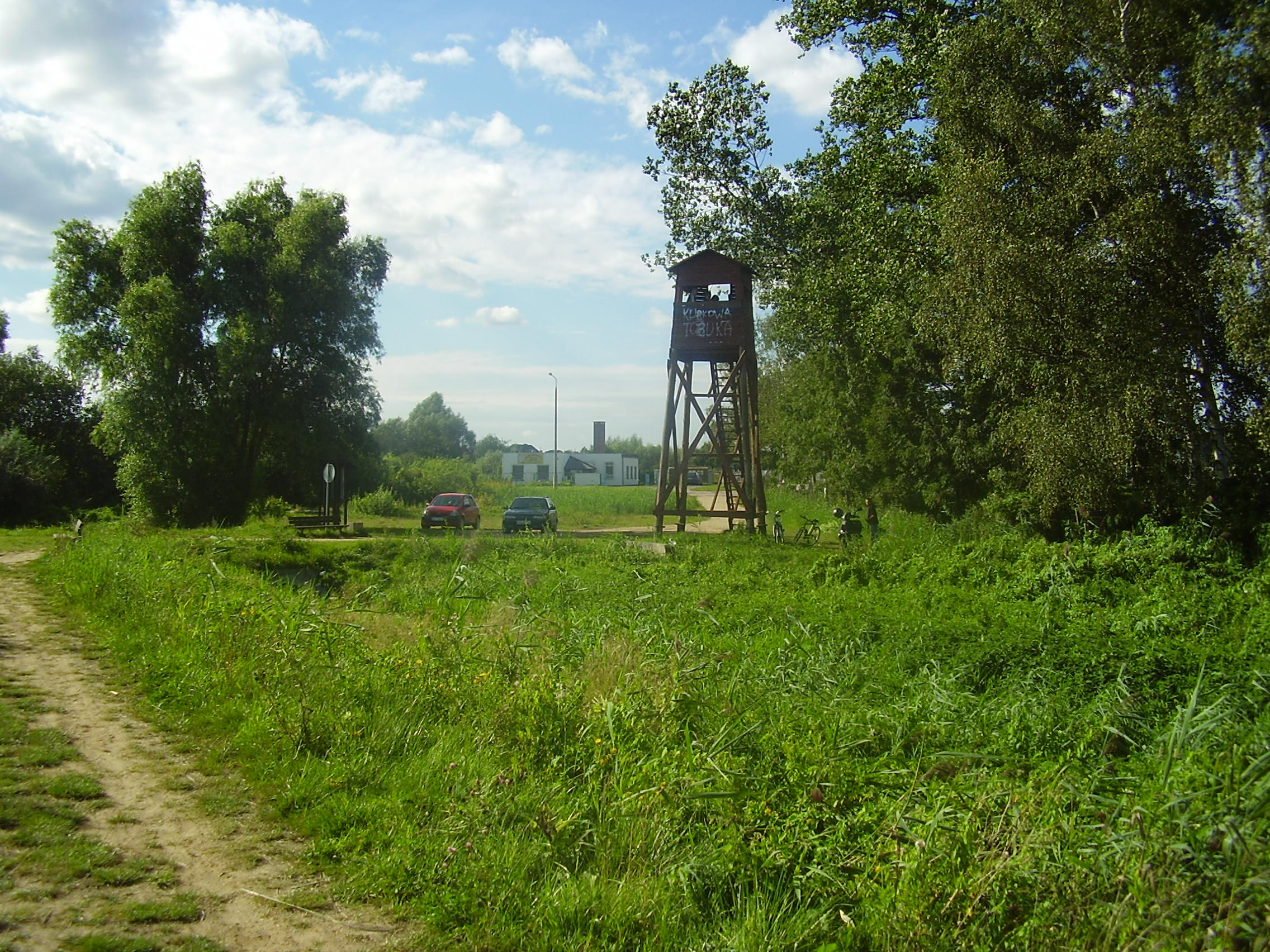
wieża widokowa do obserwacji ptaków